# لمور ورزشکار پتر
 لمور ورزشکار پتر (نام علمی: Lepilemur petteri) نام یک گونه از سرده لمورهای ورزشکار است.